# سويتي ستيفان
سويتي ستيفان  (بالإنجليزية:
Sveti Stefan , تلفظ [sv̞ê̞:ti: stê̞fa:n], حاليا Aman Sveti Stefan) هي جزيرة صغيرة متصلة بشاطيء الجبل الأسود عن طريق لسان بري ضيق. الجزيرة بها أحد أفخم الفنادق على بحر إيجه وتبعد نحو 6 كيلومتر جنوب مدينة بودوا.
يشمل المنتجع الجزيرة سويتي ستيفان وجزء من ساحل الجبل الأسود . كانت المنطقة منتجعا سياحيا شهيرا على بحر الإدرياتيك خلال السنوات 1960 - 1985 . وأصبح الفندق الآن فندقا ذي خمسة نجوم من مجموعة فنادق أمان
Aman Resorts ، وهو يعمل منذ عام 2009 بعقد لمدة 30 عام . يحتوي المنتجع على 50 غرفة وسويت في مبنى الفندق على الجزيرة كما تتبعه 8 سويتات في فيلا ميلوشير.

## معرض صور

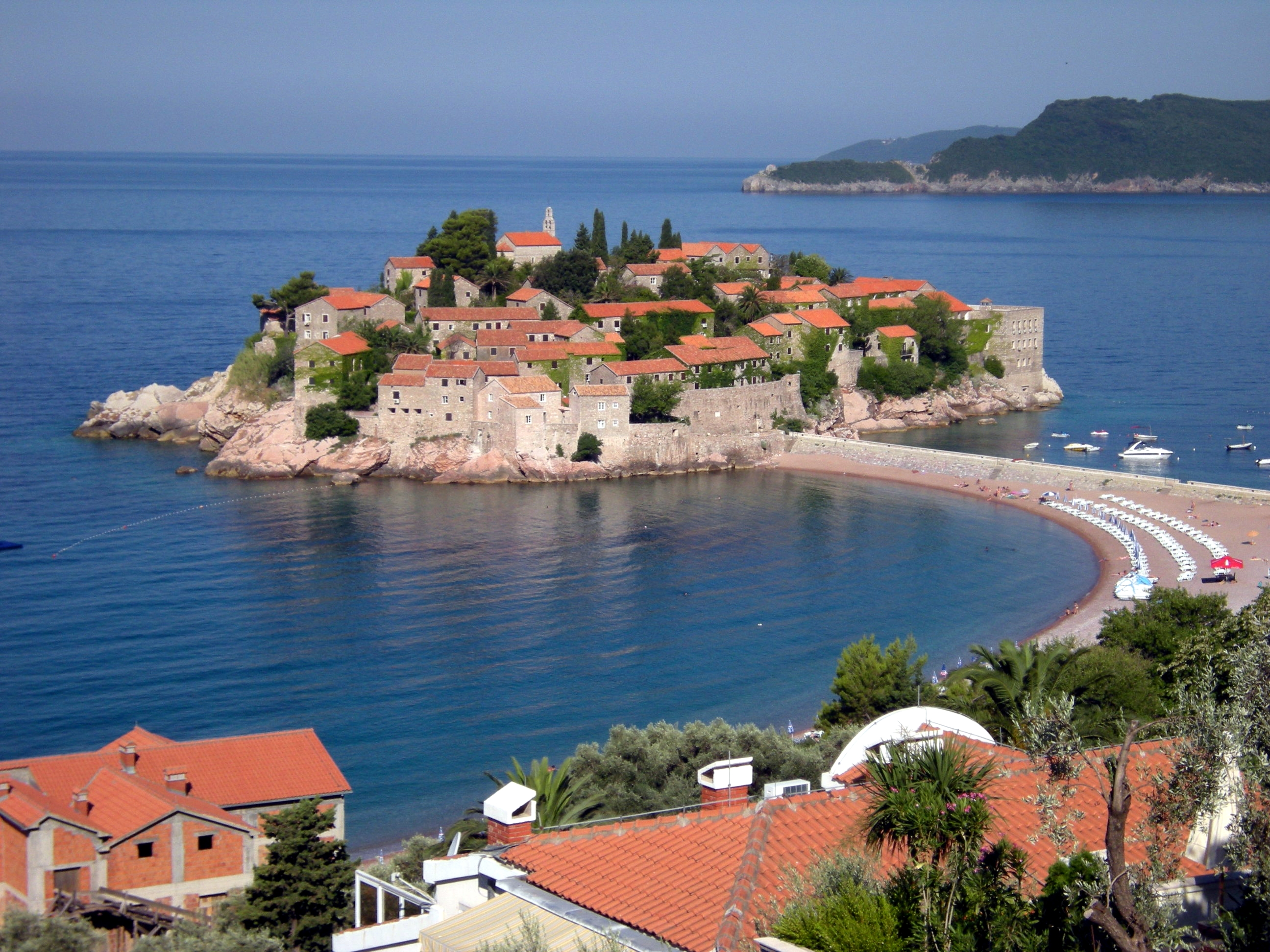
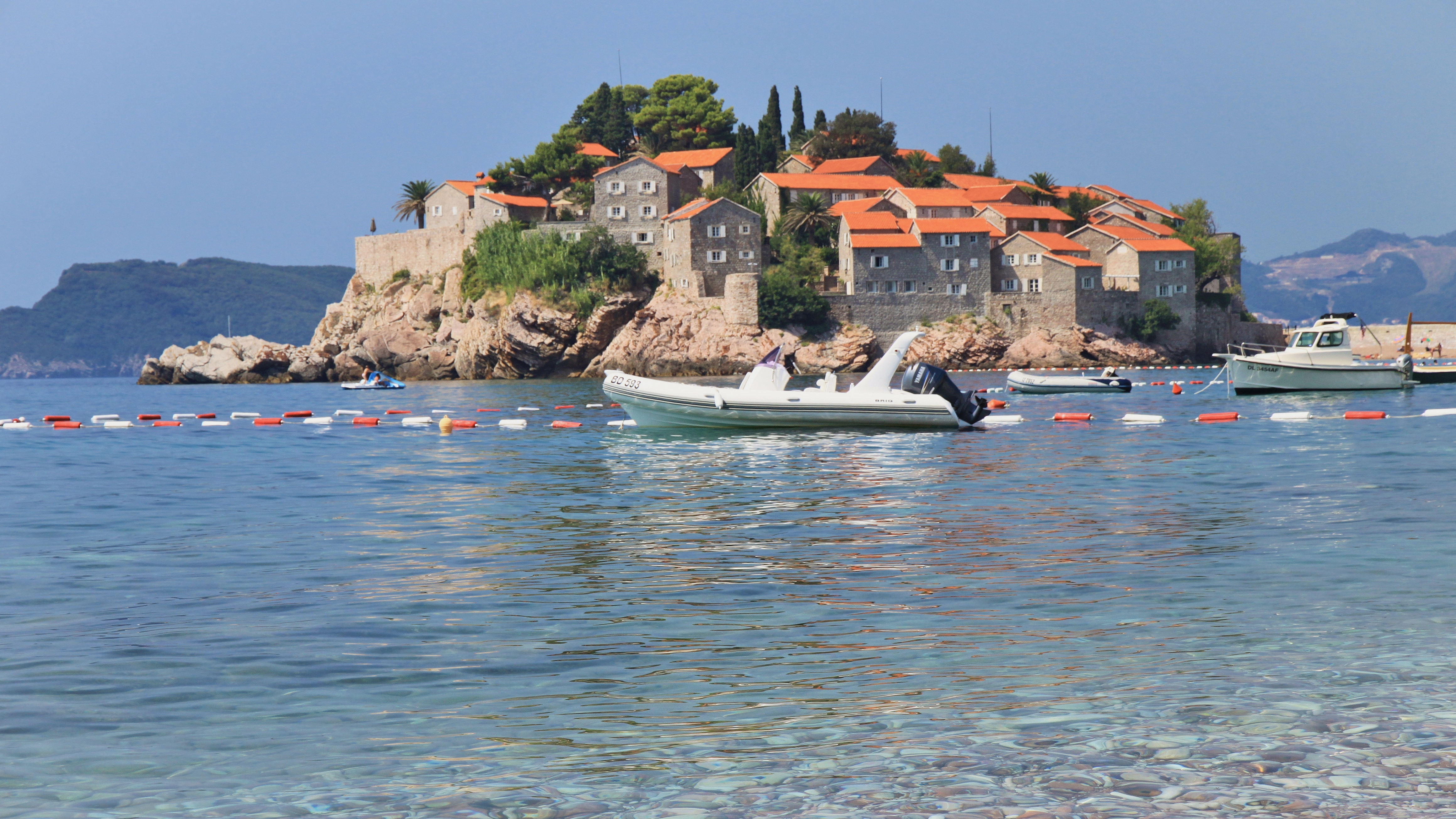
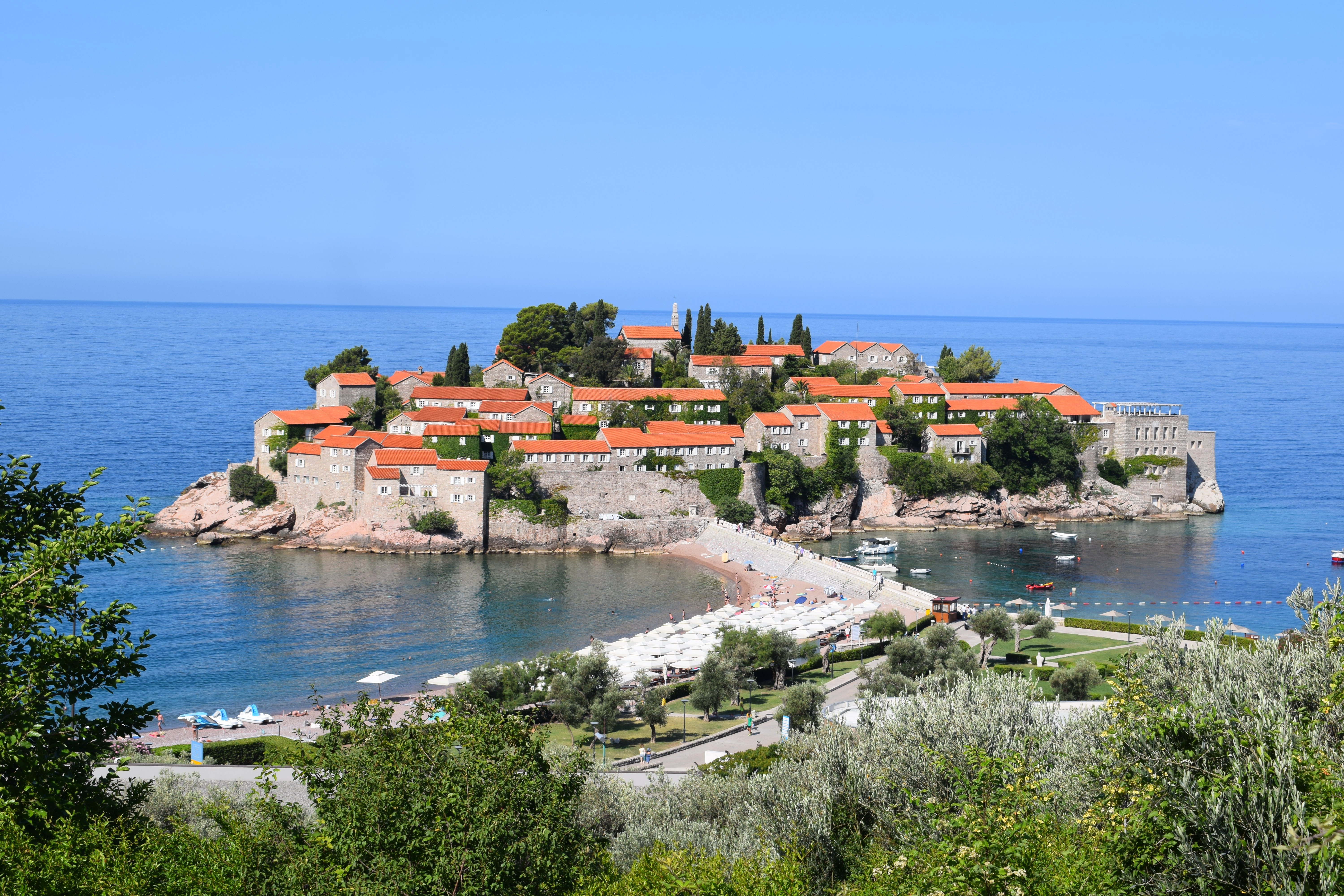
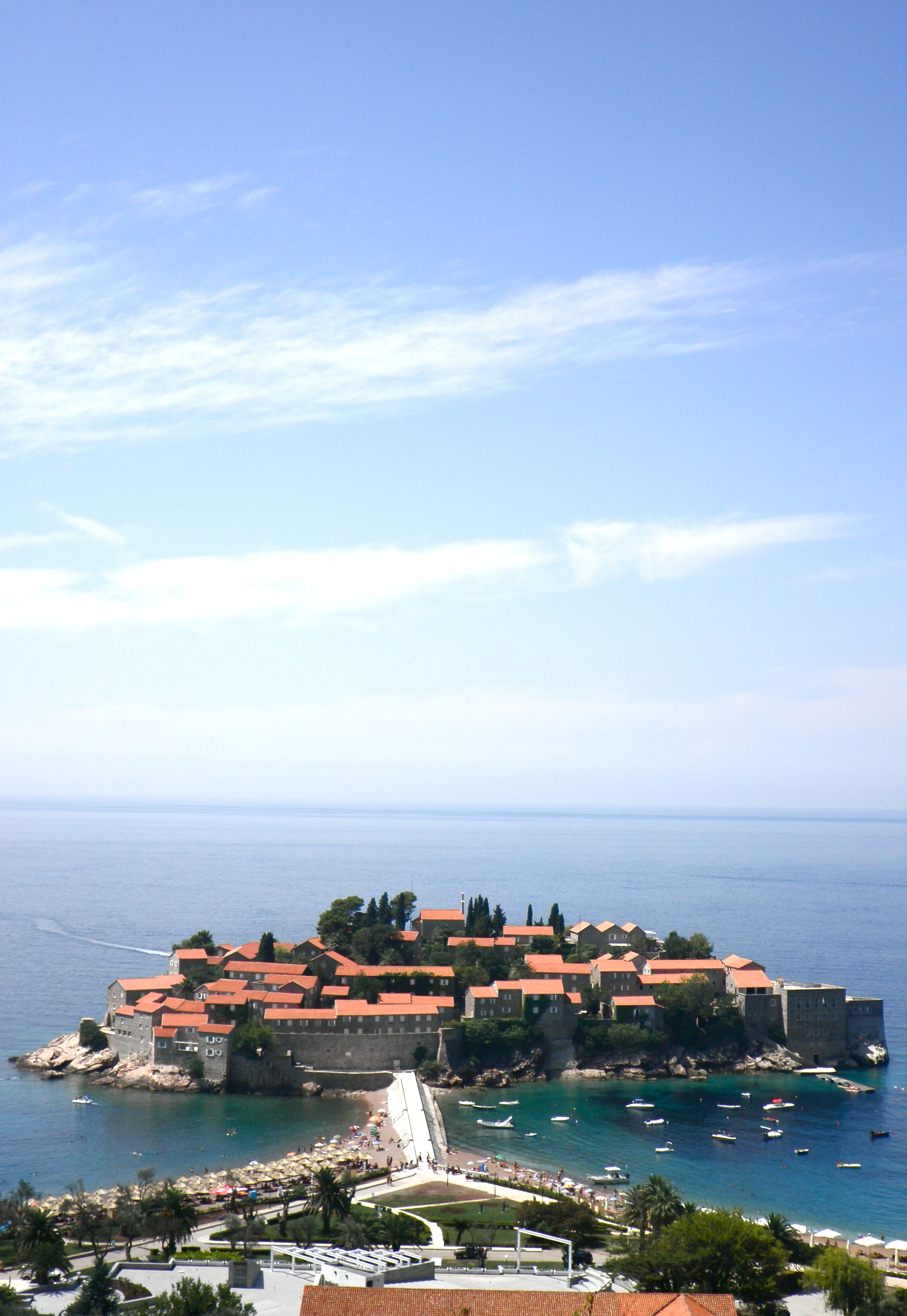

## اقرأ أيضا
- الجبل الأسود
- بودوا
- بودغوريتسا